# کریستین دیاز (بازیکن فوتبال، زاده ۱۹۸۹)
کریستین دیاز (انگلیسی: Cristian Díaz؛ زادهٔ ۱۶ مهٔ ۱۹۸۹) بازیکن فوتبال اهل آرژانتین است.
از باشگاه‌هایی که در آن بازی کرده‌است می‌توان به باشگاه فوتبال نیولز اولد بویز و باشگاه فوتبال بانفیلد اشاره کرد.